# Heinrich Beck (Philosoph)
Heinrich-Rudolf Beck (* 27. April 1929 in München; † 19. April 2024 in Bamberg) war ein deutscher Philosoph mit den Schwerpunkten Natürliche Theologie und Philosophische Anthropologie.

## Leben
Heinrich-Rudolf Becks Vater war der Jurist Heinrich Beck, seine Mutter Elisabeth Beck geborene Majer. Zu seinen Vorfahren gehört der General und Hugenottenführer Graf von Calehs, Oberst von Majer. Beck war katholisch. Nach dem Studium der Philosophie, Psychologie, Katholischen Theologie sowie der Physik, Biologie, Geschichte und Jura in München und Studien in Pädagogik und Soziologie in Münster wurde Beck an der Universität München 1954 mit einer Arbeit zur Modalstruktur des Seins in Zusammenhang von Kausalität-Finalität-Freiheit und im Ausgang von Nicolai Hartmann zum Dr. phil. promoviert. Bis 1956 war er stellvertretender Direktor des Studienseminars Albertinum München und anschließend in der Primaner- und Erwachsenenbildung in Nordrhein-Westfalen tätig sowie als Assistent und Dozent an Pädagogischen Hochschulen in Niedersachsen und Bayern.
1962 habilitierte er sich in Philosophie an der Universität Salzburg mit einer Arbeit zur Akt- und Bewegungsstruktur der Wirklichkeit aus einer Begegnung mit Thomas von Aquin und Hegel, wo er auch als Dozent wirkte. Im Anschluss war er als Assistent an der Pädagogischen Hochschule in Vechta/Oldenburg und als Dozent an der Sozialen Akademie des Bistums Münster tätig.
Ab 1964 war er außerordentlicher und ab 1968 ordentlicher Professor an der PH Bamberg/Universität Würzburg, deren Vorstand er von 1965 bis 1966 war. 1979 erhielt er die Stelle als ordentlicher Professor für Philosophie an der Fakultät Pädagogik, Philosophie und Psychologie der Universität Bamberg, die er bis zu seiner Emeritierung im Juli 1997 innehatte. 1981 wurde er außerordentlicher Professor der Universität Salzburg. Beck war auch nach der Emeritierung weiter in der Lehre tätig und leitete zusammen mit Erwin Schadel die Forschungsstelle der Universität Bamberg für interkulturelle Philosophie und Comeniusforschung. Beck lebte in Bamberg, hatte einen Lehrauftrag als Honorarprofessor in Buenos Aires und hielt Gastvorlesungen in Madrid und Mexiko. An der Gustav-Siewerth-Akademie hatte er eine ständige Gastprofessur für Metaphysik und Kulturphilosophie.
Er war wissenschaftlicher Konsultor an der Universidad Pontificia de México, Mitglied der Europäischen Akademie der Wissenschaften und Künste und der Internationalen Akademie der Wissenschaften sowie seit 2008 korrespondierendes Mitglied der Real Academia de Ciencias Morales y Políticas. Er war Mitglied der Wiener Katholischen Akademie.
Heinrich Beck war seit 1958 mit Anna-Brigitta geborene Rave verheiratet und Vater von drei Kindern (Thomas, Christiane und Pia). 2012 veröffentlichte er eine Autobiographie, in der er „mit einer ganz außergewöhnlichen Offenheit“ auch „die Fehltritte und Defizite seines Lebens“ zur Sprache brachte.

## Philosophie
Beck befasste sich im Schwerpunkt mit der Seinstheorie, der Friedensforschung, der philosophische Durchdringung der Begegnung der Kulturen sowie der Interpretation der Evolution der Natur und der Menschheitskultur. Ein besonderes Forschungsprojekt lautete „Kreativer Friede durch Begegnung der Weltkulturen“.

## Ehrungen
Er erhielt 2003 das Verdienstkreuz am Bande des Verdienstordens der Bundesrepublik Deutschland und wurde von Papst Benedikt XVI. im Jahr 2008 zum Ritter des Päpstlichen Silvesterordens ernannt.
1994 erhielt er die Ehrendoktorwürde der Universität in Buenos Aires. Er war Titular- und Ehrenprofessor an weiteren Universitäten, darunter in Salzburg, Madrid und Buenos Aires.

## Schriften (Auswahl)
- Möglichkeit und Notwendigkeit. Eine Entfaltung der ontologischen Modalitätenlehre im Ausgang von Nicolai Hartmann. Berchmanskolleg, Pullach 1961.
- Der Gott der Weisen und Denker. Die philosophische Gottesfrage. Pattloch, Aschaffenburg 1961; 4. Auflage 1970.
- 'Der Akt-Charakter des Seins. Eine spekulative Weiterführung der Seinslehre Thomas von Aquins aus einer Anregung durch das dialektische Prinzip Hegels. Max Hueber 1965; 2., ergänzte Auflage, mit Ergänzungen zur Metaphysik des materiellen Sein. Lang, Frankfurt 2001.
- Machtkampf der Generationen? Zum Aufstand der Jugend gegen den Autoritätsanspruch der Gesellschaft. 1970.
- Kulturphilosophie der Technik. Perspektiven zu Technik – Menschheit – Zukunft. Spee-Verlag, Trier 1979.
- Anthropologischer Zugang zum Glauben. Eine rationale Meditation. Pustet, Salzburg/München 1979; 2. Auflage 1982.
- als Hrsg. mit A. Rieber: Philosophie der Erziehung. 1979.
- Anthropologie und Ethik der Sexualität. Zur ideologischen Auseinandersetzung um körperliche Liebe. 1982.
- Natürliche Theologie. Grundriß philosophischer Gotteserkenntnis. Pustet, München/Salzburg 1986; 2. Auflage 1988.
- Ek-in-sistenz: Positionen und Transformationen der Existenzphilosophie. Eine Einführung in die Dynamik existentiellen Denkens. Lang, Frankfurt 1989.
- Dimensionen der Wirklichkeit. Argumente zur Ontologie und Metaphysik. 21 Vorlesungen. Lang, Frankfurt 2004.
- Dialogik – Analogie – Trinität. Ausgewählte Beiträge und Aufsätze des Autors zu seinem 80. Geburtstag. Mit einer Einführung hrsg. von Erwin Schadel. Lang, Frankfurt 2009.
- Episoden und das Ganze. Werden einer philosophischen Existenz. Autobiographisches. Lang, Frankfurt 2012.

## Herausgeberschaften
- Philosophie der Erziehung, Herder, Freiburg 1979
- mit Arnulf Rieber: Anthropologie und Ethik der Sexualität. Zur ideologischen Auseinandersetzung um körperliche Liebe, Pustet, München-Salzburg 1982
- mit Ismael Quiles: Entwicklung zur Menschlichkeit durch Begegnung westlicher und östlicher Kultur. Akten des IV. Interkontinentalen Kolloquiums zur philosophischen In-sistenzanthropologie, 1.-6. September 1986 an der Universität Bamberg, Lang, Frankfurt 1988
- mit Gisela Schmirber: Kreativer Friede durch Begegnung der Weltkulturen, Lang, Frankfurt u. a. 1994. Spanische Ausgabe: Paz creativa a partir del Encuentro de Culturas del Mundo, Universidad del Zulia, Maracaibo/Venezuela 1996. Englische Ausgabe: Creative Peace Through Encounter of World Cultures, Indian Books Centre, Delhi 1996. Chinesische Ausgabe: Wun ming: chong "chong tu" zo xang he ping, Peking 1998.

## Festschriften
- Erwin Schadel (Hrsg.):  Actualitas omnium actuum. (Festschrift zum 60. Geburtstag),  Lang, Frankfurt 1989
- Erwin Schadel/Uwe Voigt (Hrsg.): Sein – Erkennen – Handeln. Interkulturelle, ontologische und ethische Perspektiven. (Festschrift zum 65. Geburtstag), Lang, Frankfurt 1994
- Uwe Voigt (Hrsg.): Die Menschenrechte im interkulturellen Dialog. Internationales wissenschaftliches Symposium unter der Schirmherrschaft der Europäischen Akademie der Wissenschaften in honorem Heinrich Beck, Lang, Frankfurt 1998
- Eun Kim/Erwin Schadel/Uwe Voigt (Hrsg.): Aktive Gelassenheit (Festschrift zum 70. Geburtstag), Lang, Frankfurt 1999
- Erwin Schadel (Hrsg.): Johann Arnos Comenius – Vordenker eines kreativen Friedens. Deutsch-tschechisches Kolloquium anlässlich des 75. Geburtstags von Heinrich Beck, Lang, Frankfurt 2005
- Erwin Schadel (Hrsg.): Dialog – Analogie – Trinität. Ausgewählte Beiträge und Aufsätze des Autors zu seinem 80. Geburtstag (= Schriften zur Triadik und Ontodynamik, Bd. 28). Lang, Frankfurt/M. 2009